# Oscar Nihoul
Oscar Joannes Gustavus Nihoul (Diest, 25 december 1866 - aldaar, 21 december 1942) was een Belgisch ondernemer en politicus voor de Liberale Partij.

## Levensloop
Nihoul was sigarenfabrikant.
Ook was hij politiek actief. In 1921 volgde hij de katholiek Eduard Robeyns op als burgemeester van Diest. Hij vormde een bestuursmeerderheid met de socialisten. In 1927 werd hij als burgemeester opgevolgd door de katholiek Egide Alenus.
Hij heeft een laatste rustplaats op de stedelijke begraafplaats van Diest.